# Intelligence Service (film)
Pour plus de détails, voir Fiche technique et Distribution.
Intelligence Service (Ill Met by Moonlight) est un film britannique réalisé par Michael Powell et Emeric Pressburger, sorti en 1957.

## Synopsis
Récit adapté de l'histoire vraie de l'enlèvement de Heinrich Kreipe, général de division allemand en Crète par des partisans de la résistance crétoise sous le commandement d'un officier britannique, Patrick Leigh Fermor du SOE (Special Operations Executive) le 26 avril 1944. L'intention était d'enlever le criminel de guerre notoire et commandant de la 22e division de débarquement aérien, Friedrich-Wilhelm Müller. Au moment de l'arrivée du reste du commando, dirigé par W. Stanley Moss, l'enlèvement de Müller trop risqué est abandonné et Heinrich Kreipe est choisi comme nouvelle cible.

## Fiche technique
- Titre : Intelligence Service
- Titre original : Ill Met by Moonlight
- Réalisation : Michael Powell et Emeric Pressburger
- Scénario : Michael Powell et Emeric Pressburger, d'après le récit "Ill Met by Moonlight (en)" de W. Stanley Moss
- Direction artistique : Alex Vetchinsky
- Costumes : Nandi Routh
- Photographie : Christopher Challis
- Son : Charles Knott, Gordon McCallum
- Montage : Arthur Stevens
- Musique : Míkis Theodorákis
- Production : Michael Powell et Emeric Pressburger
- Production exécutive : Earl St. John
- Production associée : Sydney S. Streeter
- Société de production : The Archers, The Rank Organisation, British and Dominions Film Corporation
- Société de distribution : J. Arthur Rank Film Distributors
- Pays d’origine :  Royaume-Uni
- Langue originale : anglais, grec, allemand
- Format : noir et blanc — 35 mm — 1,85:1 (VistaVision) —  son Mono (Westrex Recording System)
- Genre : Film de guerre
- Durée : 104 minutes (93 minutes dans la version américaine)
- Dates de sortie :
  - Royaume-Uni : 31 janvier 1957
  - France : 15 novembre 1957
- Affiche : Gilbert Allard (France)

## Distribution
- Dirk Bogarde : le major Patrick Leigh Fermor, alias "Philedem"
- Marius Goring : le général de division Heinrich Kreipe
- David Oxley (en) : le capitaine William "Billy" Stanley Moss
- Dimitri Andreas (crédité Demetri Andreas) : Niko
- Cyril Cusack : Sandy
- Laurence Payne (en) : Manoli
- Wolfe Morris : George
- Michael Gough : Andoni Zoidakis
- John Cairney (en) : Elias
- Brian Worth (en) : Stratis Saviolkis
- Roland Bartrop (it) (crédité Rowland Bartrop) : Micky Akoumianakis
- George Eugeniou : Charis Zographakis
- Paul Stassino : Yani Katsias
- Adeeb Assaly : Zahari
- Theo Moreas : le prêtre du village
- Takis Frangofinos : Michali
- Peter Augustine : le dentiste
- Christopher Lee : l'officier allemand chez le dentiste
- John Houseman : Johnny Houseman
- Phyllia Houseman : Phyllia, la sœur de Michali
- Howard Marion-Crawford (non crédité) : l'officier britannique au port
- David McCallum (non crédité) : un marin
- Christopher Rhodes (en) (non crédité) : le général Bräuer
- E.V.H. Emmett (en) : le narrateur (voix)